# 吳太沖
吳太沖（？—17世紀），字默寘，号若谷，杭州府錢塘縣人，明朝、南明政治人物。

## 生平
吳太沖原籍海宁县路仲乡，祖父时迁居钱塘。天啓七年（1627年）中丁卯科應天府乡试举人，崇禎四年（1631年）登辛未科同進士，礼部观政，改庶吉士，九年獲授翰林院檢討，丁忧归。十二年复补检讨。上書請求嚴管增收賦稅、著重安撫綏靖、專心剿滅流寇，尤其應以匡正人心、督促士行、打破門戶、保全國體為顧念。之後他歷任國子監司業、右中允，有直言的稱譽；弘光年間遷任禮部右侍郎，南京淪陷後歸鄉，相約陸陪一同殉死，但沒有下文。隆武帝起用吳太沖故官，兼任侍讀，福京失守後出家為僧，清朝三次徵召，不接受，时称叠山之抗節。著有《息心窝全集》、《易義發蒙》。子吴农祥，世其家学。

## 引用
1. ↑  《崇祯四年辛未科三百五十名进士履历》：吴太冲，若谷，易一房，丙午十一月初四日生。钱塘籍海宁人，乙卯一百三十七，會二百十九，三甲一百十四名。礼部政，改翰林院庶吉士，丙子授翰林院簡討，丁忧。己卯補簡討。曾祖賓。祖金。父維志，经历。
2. 1 2  錢海岳《南明史·卷四十三·列傳第十九》：吳太沖，字默寘，錢塘人。崇禎四年進士，改庶吉士，授簡討，請嚴加派、重撫綏、專剿滅，尤以正人心、敦士行、破門戶、全國體為念。
3. ↑  錢海岳《南明史·卷四十三·列傳第十九》：歷國子司業、右中允，以直言稱。弘光時，遷禮部右侍郎。南京亡歸，約陸陪同殉，不果。紹宗起故官，兼侍讀。福京亡，走免為僧。清召不出。